# 4 Близнецов
4 Близнецов (лат. 4 Geminorum, HD 42216) — двойная или кратная звезда в созвездии Близнецов на расстоянии приблизительно 851 светового года (около 261 парсека) от Солнца. Видимая звёздная величина звезды — +6,88m.

## Характеристики
Первый компонент — бело-голубая звезда спектрального класса B9. Радиус — около 2,18 солнечных. Эффективная температура — около 12523 К.